# Anopheles levicastilloi
Anopheles levicastilloi är en tvåvingeart som beskrevs av Levi-castillo 1944. Anopheles levicastilloi ingår i släktet Anopheles och familjen stickmyggor.
Artens utbredningsområde är Ecuador. Inga underarter finns listade i Catalogue of Life.